# Hipólita
Hipólita (en griego antiguo: Ἱππολύτη, en latín: Hippolȳta) es una reina de las amazonas, en la mitología griega, hija de Ares, el dios de la guerra y de la reina amazona Otrera. Es hermana de Melanipa, Antíope y Pentesilea. Hipólita aparece de manera prominente en los mitos de Heracles y Teseo. Los mitos sobre ella son tan variados que pueden por tanto referirse a varias mujeres diferentes.
El nombre de Hipólita viene de raíces griegas que significan «caballo» y «soltar».

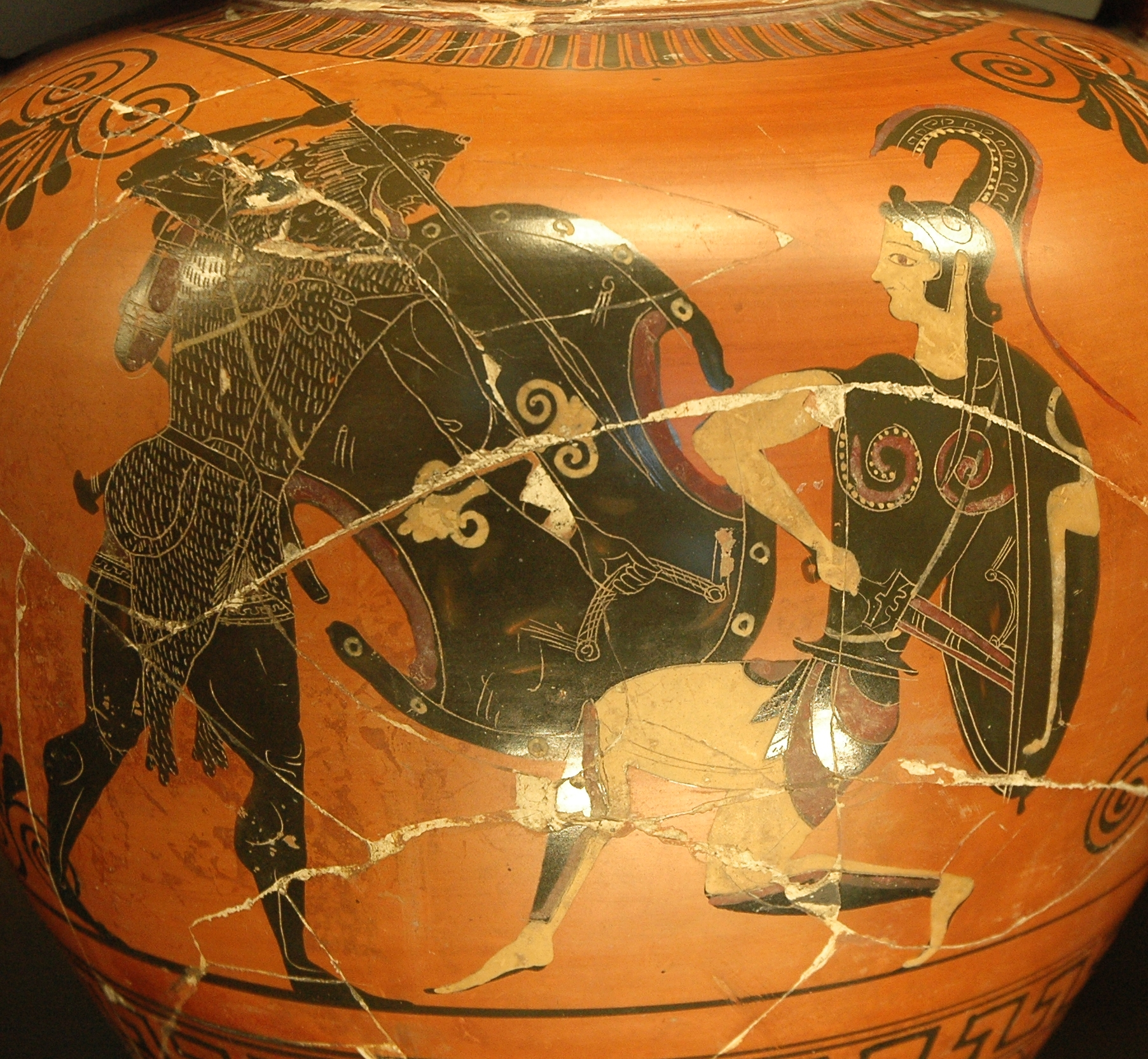
Heracles lucha contra las amazonas, ánfora ática de figuras negras 530 a. C.–520 a. C., Museo del Louvre.

## El cinturón de Hipólita
Hipólita era dueña de un zóster, un cinturón mágico que le había regalado su padre. El noveno trabajo de Heracles fue obtener ese cinturón, a petición de Admete, la hija de Euristeo. La mayoría de versiones del mito indican que Hipólita quedó tan impresionada con Heracles que le dio sin problemas el cinturón, probablemente incluso visitándolo en su embarcación. Según la versión de Pseudo-Apolodoro, Heracles llegó en una nave al puerto de Temiscira, donde fue recibido por Hipólita, quien le prometió entregarle el cinturón. Entonces Hera, enemiga de Heracles, se disfrazó de amazona y difundió el malintencionado rumor de que Heracles estaba secuestrando a Hipólita. Las amazonas atacaron entonces la nave y Heracles les hizo frente, mató a Hipólita y obtuvo el cinturón. En otra versión, Heracles secuestra a una de las hermanas de Hipólita, Melanipa, exige el cinturón como rescate y libera a la amazona cuando lo obtiene. En otra, Hipólita se enamora de Heracles y le da el cinturón voluntariamente. El hacha de Hipólita es entregada a la reina Ónfale, quien la guarda en las regalías de los reyes lidios. Más tarde, se vería el arma empuñada por Zeus en una representación estatuaria.

## Ataque a Atenas
Después de que Heracles obtuviera el cinturón, Teseo, uno de sus compañeros, secuestró a Antíope, otra hermana de Hipólita. Para rescatar a Antíope, las amazonas atacaron Atenas, pero fracasaron. Hipólita pudo escapar hacia Mégara, donde murió de pena. Se contaba que allí estaba su sepulcro, con forma de escudo de amazona.
En algunas versiones, Teseo se casa con Antíope o con Hipólita, y tiene así un hijo llamado Hipólito. Teseo terminará casándose con Fedra, bien tras haber abandonado a su anterior esposa, o bien tras la muerte de ésta en el parto. En la versión en la que Teseo está casado con Hipólita y la abandona, ella intenta vengarse llevando a las amazonas a la boda de Teseo y Fedra con la intención de matar a todos, aunque fracasa al ser asesinada, según las versiones, por los hombres de Teseo o por la amazona Pentesilea.

## En la música
- Hércules en el Termodonte es una ópera de Vivaldi que se basa en otra versión del noveno trabajo de Hércules.[7]

## En la cultura popular

### Literatura y poesía
- Poema "El cinturón de Hipólita" (Martha Asunción Alonso).

Una vez, siendo niña, descubri a la mujer / que me enseňó a montar en bicicleta / tiriéndose las canas: se había puesto, porque la resistencia / mancha, / una camisa azul de su marido / muerto. / El cinturón de Hipólita es aquella camisa. / Mi primera maestra, Doña Cati, / enseñó a leer a tres generaciones de españoles / a través de sus gafas, ya estando jubilada: Mi-pa-pá / es-el-más-gua-po-del-mun-do-y-mi-ma-má-la-más-fuer-te / del-pla-ne-ta-Tie-rra. / El cinturón de Hipólita es aquel par de gafas. / El día de su boda con el poeta Manuel Altolaguirre, / la poeta Concha Méndez caminó / flotando, con su traje de menta, hacia el altar / de los Jerónimos: su ramo de novia era un manojo / fresco de perejil. / El cinturón de Hipólita es aquel ramo verde. / Y el modo en que mi madre, a los cincuenta, le cambiaba / las pilas / a su audífono para asistir a clases / en la universidad (las manos son las mismas que, con / catorce / años, dejaran los compases y dictados / para ponerse a amasar pan). / El cinturón de Hipólita nunca lo robó Hércules. / Hércules robó el oro, / pero no la riqueza. ¿Cómo expoliar aquello que se mama, / capital invisible, indivisible, cual río / sangre abajo? Robó Heracles / el oro. Nos dejó / la nobleza. / Wendy, 2015
- En la novela La Rebelión de los robots. escrita por Alberto Balcells. Jacqueline Balcells y Ana María Güiraldes, aparece como antagonista del personaje principal, Miguel. Este la vence y rescata a su novia Natalia. La derrota le cuesta el puesto a Hipólita, quien es reemplazada por Antílope, amiga de Natalia, tras una votación de las amazonas.

### Cómic
- Hipólita aparece como personaje en la serie de cómic "Wonder Woman", creada por William Moulton Marston y editada por la editorial estadounidense DC Comics. En dicha serie, Hipólita es la madre de la protagonista, Diana de Themiscyra, siendo esta fruto de una relación extramatrimonial de Zeus con la propia Hipólita. En Wonder Woman, Hipólita mantiene su estatus de guerrera amazona, y es la líder de la isla de Themiscyra, siendo muy poderosa y valiente.

### Televisión
- El nombre de esta amazona apareció durante varias temporadas en la serie española de televisión Cuéntame como pasó, emitida por la cadena Televisión Española. En dicha serie, "Hipólita" era el nombre de la asociación creada por Mercedes Fernández, la esposa de la familia protagonista, para la defensa, jurídica y psicológica de las mujeres que, como ella, habían sufrido cáncer de mama.

### Astronomía
- El asteroide (10295) Hippolyta recibe su nombre por esta amazona.[8]